# Tres Amores
Tres Amores är en ort i Mexiko.   Den ligger i kommunen Las Rosas och delstaten Chiapas, i den sydöstra delen av landet, 800 km öster om huvudstaden Mexico City. Tres Amores ligger 1 207 meter över havet och antalet invånare är 219.
Terrängen runt Tres Amores är huvudsakligen kuperad, men norrut är den bergig. Runt Tres Amores är det ganska glesbefolkat, med 35 invånare per kvadratkilometer. Närmaste större samhälle är Tzimol, 17,6 km sydost om Tres Amores. I omgivningarna runt Tres Amores växer huvudsakligen savannskog.